# Замрш'є
45°31′ пн. ш. 15°41′ сх. д. / 45.51° пн. ш. 15.69° сх. д.
Замрш'є (хорв. Zamršje) — населений пункт у Хорватії, у Карловацькій жупанії у складі міста Карловаць.

## Населення
Населення за даними перепису 2011 року становило 167 осіб.
Динаміка чисельності населення поселення: